# Федеральный канцлер Германии
Федера́льный ка́нцлер Герма́нии (бундеска́нцлер, ка́нцлер ФРГ; нем. Bundeskanzler) — председатель (канцлер) Федерального правительства Германии.
В компетенцию бундесканцлера входит назначение федеральных министров и определение политического курса правительства. Федеральный канцлер избирается парламентом Германии (бундестагом) сроком на 4 года и может быть смещён со своей должности до истечения срока полномочий только с помощью механизма конструктивного вотума недоверия. Согласно Конституции Федеративной Республики Германия один и тот же человек может находиться на должности федерального канцлера неограниченное количество сроков.
В настоящее время должность бундесканцлера занимает Фридрих Мерц.

## История должности
Понятие «канцлер» появилось в Средние века: при дворах феодалов канцлером называли главу цеха переписчиков, обладавшего авторитетом, сопоставимым с авторитетом писцов в Древнем Египте. В истории конституционного развития Германии понятие «федеральный канцлер» впервые появилось для обозначения главы правительства Северогерманского союза в 1867 году. В Германской империи и Веймарской республике — Государственный канцлер («рейхсканцлер»). В течение короткого времени (1918—1919) глава правительства именовался «председателем Совета народных уполномоченных», затем — «министром-президентом» или «премьер-министром» (нем. Ministerpräsident).
В ГДР в 1949—1964 и в 1990 должность главы правительства именовалась «министр-президент» или «премьер-министр» (нем. Ministerpräsident), в 1964—1989 — председатель Совета министров.
Государственный канцлер (рейхсканцлер) в Германской империи назначался и снимался с должности императором и был в его непосредственном подчинении. Кроме того, он не имел возможности прямо влиять на законодательный процесс.
После 1918 года рейхсканцлер был подотчётен парламенту, но назначался и отзывался рейхспрезидентом. Также канцлер должен был отправиться в отставку в том случае, если рейхстаг заявит о своём недоверии к нему. Таким образом в Веймарской республике канцлер зависел как от президента, так и от парламента. Статья 56 Веймарской конституции содержит следующее положение: «Рейхсканцлер определяет основные направления политики и несёт ответственность за них перед рейхстагом. В пределах этих направлений рейхсминистры самостоятельно осуществляют руководство вверенной ему отрасли и несут ответственность перед Рейхстагом». Эта статья практически дословно повторяет первые предложения ст. 65 Основного закона Германии. Впоследствии это положение подвергалось критике за содержащееся в нём несоответствие: рейхсканцлер назначался президентом, но был ответственен перед рейхстагом. Такое соотношение полномочий (сильный рейхспрезидент, недееспособный парламент и слабый канцлер) в 1933 позволило прийти к власти национал-социалистам во главе с Адольфом Гитлером.
Парламентский совет (1948—1949) принял решение ограничить полномочия федерального президента, в то же время придав дополнительный политический вес должности федерального канцлера. Дальнейшее укрепление так называемой «канцлерской демократии» было связано с новым положением о выборах канцлера, введением механизма конструктивного вотума недоверия (правительству со стороны парламента) и обычного вотума недоверия (парламенту со стороны правительства) в совокупности с сохранением за федеральным канцлером права определять основные направления политики, которым в обязательном порядке должны следовать члены кабинета министров. В связи с этим канцлер на сегодняшний день является наиболее сильной фигурой в политической системе Германии.

## Полномочия и функции
Согласно статье 65 Основного закона ФРГ, федеральный канцлер:
- определяет основные направления политики (т.н. «принцип канцлера»);
- председательствует в федеральном правительстве;
- предлагает кандидатуры федеральных министров и может инициировать их увольнение;
- назначает своего заместителя (вице-канцлера);
- руководит Федеральной канцелярией и имеет прямой контроль над Федеральной разведывательной службой (BND).

Канцлер также играет ключевую роль в координации работы коалиционного правительства и часто совмещает должность с партийным лидерством.

## Избрание и отставка
Федеральный канцлер избирается Бундестагом по предложению федерального президента. Для избрания требуется абсолютное большинство голосов депутатов. Если кандидат не набирает необходимого количества голосов, в течение 14 дней могут быть выдвинуты другие кандидатуры. Если и после этого не удаётся избрать канцлера, президент может либо назначить кандидата, получившего относительное большинство, либо распустить Бундестаг.
Канцлер может быть смещён только посредством конструктивного вотума недоверия, при котором Бундестаг одновременно выражает недоверие действующему канцлеру и избирает нового.

## Порядок избрания
Федеральным канцлером может стать любой человек, достигший 18-летнего возраста и имеющий немецкое гражданство. 
Федеральный канцлер избирается Бундестагом без прений по предложению Федерального президента. Избранным считается кандидат, получивший большинство голосов членов Бундестага, а Федеральный президент обязан произвести назначение избранного лица.
Если предложенное лицо не избрано, Бундестаг может в течение 14 дней после проведения этих выборов избрать Федерального канцлера абсолютным большинством голосов своих членов. Если в течение этого срока избрание не состоялось, то немедленно проводится новый тур голосования, после которого избранным считается лицо, получившее наибольшее число голосов. Если избранное лицо получило голоса большинства членов Бундестага, производит его назначение в течение 7 дней после выборов. Если избранное лицо не собрало такого большинства, Федеральный президент обязан в течение 7 дней либо произвести его назначение самостоятельно, или же распустить Бундестаг.

## Федеральные канцлеры с 1949 года
| Федеральные канцлеры |                                 |                  |                 |        |
| №                    | Фамилия                         | с                | по              | Партия |
| 1                    | Конрад Аденауэр (1876—1967)     | 15 сентября 1949 | 16 октября 1963 | ХДС    |
| 2                    | Людвиг Эрхард (1897—1977)       | 16 октября 1963  | 1 декабря 1966  | ХДС    |
| 3                    | Курт Георг Кизингер (1904—1988) | 1 декабря 1966   | 21 октября 1969 | ХДС    |
| 4                    | Вилли Брандт (1913—1992)        | 21 октября 1969  | 7 мая 1974      | СДПГ   |
| и. о.                | Вальтер Шеель (1919—2016)       | 7 мая 1974       | 16 мая 1974     | СвДП   |
| 5                    | Гельмут Шмидт (1918—2015)       | 16 мая 1974      | 1 октября 1982  | СДПГ   |
| 6                    | Гельмут Коль (1930—2017)        | 1 октября 1982   | 27 октября 1998 | ХДС    |
| 7                    | Герхард Шрёдер (р. 1944)        | 27 октября 1998  | 22 ноября 2005  | СДПГ   |
| 8                    | Ангела Меркель (р. 1954)        | 22 ноября 2005   | 8 декабря 2021  | ХДС    |
| 9                    | Олаф Шольц (р. 1958)            | 8 декабря 2021   | 6 мая 2025      | СДПГ   |
| 10                   | Фридрих Мерц (р. 1955)          | 6 мая 2025       | настоящее время | ХДС    |